# Камалова, Лира Шариповна
Лира Шариповна Камалова (р. 7 ноября 1935 года) — директор уфимской средней школы № 20, Герой Социалистического Труда. Заслуженный учитель школы Башкирской АССР (1975). Отличник образования Республики Башкортостан (1995).

## Биография
Лира Шариповна Камалова родилась 7 ноября 1935 г. в с. Саиткулово Кугарчинского района БАССР в семье учителей.
В 1960 году Лира Шариповна окончила Башкирский государственный университет (ныне Уфимский университет науки и технологий).
После окончания университета она работала учительницей русского языка и литературы Бурибаевской средней школы Хайбуллинского района, затем работала заместителем директора по учебно-воспитательной работе, с 1971 г. — директором этой школы.
Л. Ш. Камалова относилась к работе с творческим подходом — школу полностью перевела на кабинетную систему, много сделала по укреплению её материальной базы. Кабинеты оснащались наглядными пособиями, библиотекой и техническими средствами обучения.
Старшеклассники изучали автодело и при выпуске из школы получали удостоверение на право вождения. В школе ученики полностью обеспечивались горячим питанием.
За большие заслуги в деле обучения и коммунистического воспитания учащихся Указом Президиума Верховного Совета СССР от 27 июня 1978 г. Л. Ш. Камаловой присвоено звание Героя Социалистического Труда.
В 1985—1987 гг. Лира Шариповна работала директором уфимской средней школы (ныне гимназии) № 20, в 1987—1993 гг. — заведующей кабинетом воспитательной работы Башкирского института усовершенствования учителей Министерства образования Республики Башкортостан.
Камалова Лира Шариповна — Заслуженный учитель школы Башкирской АССР (1975), Отличник образования Республики Башкортостан (1995).
Многократно избиралась делегатом съездов учителей БАССР и РСФСР, была делегатом XXVI съезда КПСС, членом президиума Всесоюзного педагогического общества.
В настоящее время Камалова Лира Шариповна живет в г. Уфе.

## Награды
- Орден Трудового Красного Знамени (1971)
- Орден Ленина (1978)
- Герой Социалистического Труда (1978)